# Adsense
AdSense este o aplicație de publicitate de la Google. Proprietarii de site-uri se pot înscrie în program și pot afișa reclame de tip text, imagine sau video pe site-urile personale. Aceste reclame sunt administrate de Google și generează venituri fie pe click fie pe afișare. Google a câștigat un profit de 2.34 miliarde dolari în primul semestru al anului 2011.
Google se folosește de tehnologia motorului de căutare pentru a afișa reclame în funcție de conținutul site-ului, locația user-ului, și alți factori. Cei ce doresc să își facă publicitate prin Google se pot înscrie în programul AdWords. AdSense este cea mai folosită metodă de a afișa reclame, deoarece acestea se pot personaliza și "camufla" în culorile site-ului iar conținutul lor este relevant cu cel al site-ului pe care sunt afișate.
Multe site-uri folosesc AdSense pentru a valorifica importanța site-ului; fiind cea mai cunoscută rețea de publicitate. AdSense este foarte important pentru publicitatea site-urilor mici care nu au resursele necesare pentru o publicitate mai costisitoare. Pentru a posta reclame, webmaster-ii trebuie să introducă un scurt script pe paginile site-ului. 
Proprietarii de site-uri folosesc următoarele metode pentru a crește venitul prin AdSense. Iată 3 metode folosite de ei:
1. Folosesc diverse tehnici de mărire a traficului pe site; acestea nu se limitează doar la reclame online.
2. Dezvoltă conținutul site-ului în așa fel încât să atragă cele mai bine plătite reclame publicitare AdSense.
3. Folosesc cuvinte ce "îndeamnă" vizitatorii să viziteze reclame afișate. Atenție, Google interzice folosirea frazelor de instigare "Click on my AdSense ads" sau altele asemănătoare pentru creșterea numărului de click-uri. Frazele acceptate de Google sunt "Sponsored Links" și "Advertisements".

Sursa de venit a programului AdSense este programul AdWords, care are un sistem complex de taxare per click bazat pe o licitație. La ora actuală, Google împarte 68% din profitul generat de AdSense cu partenerii programului.

## Tipuri de reclame AdSense
- Feeds: AdSense pentru feed-uri permite editorilor Web să obțină câștiguri prin plasarea de anunțuri Google direcționate în feed-urile lor. AdSense pentru feed-uri funcționează în același mod ca și restul programului AdSense: prin difuzarea de anunțuri relevante pentru conținutul și cititorii site-ului.

- Search: Permite proprietarilor de site-uri să introducă câmpuri de căutare Google. AdSense direcționează 51% din profitul acestor căutări spre proprietarul site-ului de la care a plecat căutarea.

- Mobile Content: Permite afișarea reclamelor pe site-uri mobile. În locul script-ului java se folosește tehnologie precum PHP, ASP, etc.

- Domains: AdSense pentru domenii permite afișarea reclamelor pe nume de domenii care nu au fost folosite. În acest mod deținătorii de domenii valorifică domeniile ce nu sunt folosite.